# Новогрчки језик
Новогрчки језик или савремени грчки језик (Νέα Ελληνικά), је живи језик којим данас говори 14 милиона људи у Грчкој и на Кипру. Има велики број говорника широм Балкана, највише у Македонији и Албанији. Сматра се једним од најбогатијих језика данашњице, са фондом од преко 600.000 речи.
Грчки језик је званични језик Грчке и јужног дела Кипра и један од званичних језика Европске уније. Признат је као мањински језик у Албанији, Јерменији, Аустралији, Мађарској, Италији, Румунији, Турској, Украјини и САД.

## Историја
Грчки језик припада групи индоевропских језика. Унутар индоевропске језичке породице одвојено се развија хеленска група језика, од којих су до данас преживели савремени грчки језик и цаконски (τσακώνικα), који је заступљен у деловима Пелопонеза. Историјски и културно један је од најутицајнијих светских језика. Савремени грчки језик је изолат који припада сопственој лингвистичкој грани и дели заједничке особине индоевропских и језика Балканског језичког савеза (шпрахбунда).
Историја грчког језика комплексна је самим тим што појам хеленски не обухвата само један језик, већ читав низ језика, дијалеката и дијалекатских група утемељених на заједничкој основи. У групу хеленских језика спадају дорска, микејска и еолска дијалекатска група. Новогрчки језик какав данас познајемо развио се из атичког дијалекта, који припада микејској дијалекатској групи. Атички дијалекат еволуирао је у класични грчки језик и којне (κοινή) који је током векова еволуирао најпре у византијски грчки, а потом у савремени.

### Којне дијалекат
Којне дијалекат има посебну важност за савремени грчки језик. Од 4. века старе до 4. века нове ере имао је широм Медитерана сличну улогу коју данас има енглески језик у данашњем свету. На овом језику споразумевали су се трговци из различитих области и на њему се успостављала целокупна комуникација. Чак је и Нови Завет писан овим језиком, а и чувена Септуагинта преведена је са јеврејског на којне грчки. Којне је имао широку заступљеност у тадашњем грчком свету, па није необично што се баш он наметнуо као основа за наредне фазе грчког језика.

### Византијски грчки
Византијски период грчког језика трајао је све до пада Константинопоља 1453. године. У то време, грчки је био у званичној државној употреби. Током византијског периода догодила се већина фонолошких и граматичких промена које су продубиле разлику између старог грчког и савременог грчког језика. Иако је тешко подвући прецизну лингвистичку границу, може се рећи да је развој савременог грчког језика почео са падом Константинопоља и нестанком Византије.

### Катаревуса и димотики
Током поствизантијског периода, грчки је пролазио кроз извесно двојезичје у којем су локални дијалекти коегзистирали са отменим писаним језиком. Ова коегзистенција посебно је дошла до изражаја током 19. и 20. века. Године 1830. када је створена нова грчка држава, пелопонески дијалекат био је усвојен као говорни језик из којег је настао димотики (δημοτική) варијетет. Истовремено се, од 1834. до 1976. године, развијао и користио варијетет катаревуса (καθαρεύουσα), што је био писани грчки језик заснован на идеји традиције и чистоће у односу на инострани лексички утицај, а кроз богаћење архаичним грецизмима. Катаревуса је био језик присутан у званичним документима и књижевним делима, доста другачији од свакодневног говора Грка. Грчка влада је 1976. димотики прогласила јединим званичним и стандардним језиком савремене Грчке, иако поједини лингвисти сматрају да у грчком до данас постоје елементи двојезичја.

## Писмо
Грчки алфабет је једино писмо у употреби у новогрчком језику. Потиче из 8. века п пре нове ере, а састоји се од 24 карактера.